# Râul Stiniș
Râul Stiniș este un curs de apă, afluent al râului Olt, în apropiere de localitatea Rotbav

## Hărți
- Harta județul Brașov
- Harta munții Perșani  Arhivat în 13 iunie 2008, la Wayback Machine.